# Lindi
Lindi è una città costiera della Tanzania sudorientale, e capoluogo dell'omonima regione. Si trova in una baia alla foce del fiume Lukuledi, affacciata sull'Oceano Indiano, 450 km a sud di Dar es Salaam e 105 km a nord di Mtwara, la città costiera più meridionale del paese. La città aveva 41 549 abitanti nel 2002..